# José Zúñiga
José Zúñiga (Tegucigalpa, 1 april 1965) is een Hondurese/Amerikaans acteur.

## Carrière
Zúñiga begon in 1988 met acteren in de film Riding the Rails. Hierna heeft hij nog meer dan 120 rollen gespeeld in films en televisieseries zoals Alive (1993), Money Train (1995), Striptease (1996), Con Air (1997), Gun Shy (2000), The Shield (2005), Mission: Impossible III (2006), The O.C. (2006-2007), CSI: Crime Scene Investigation (2004-2010) en The Event (2011).

## Filmografie

### Films
Selectie:
- 2017 The Dark Tower - als dr. Hotchkiss
- 2008 Twilight – als mr. Molina
- 2007 Next – als beveiligingshoofd Roybal
- 2006 Mission: Impossible III – als IMF agent Pete
- 2006 The Alibi – als agent Sykes
- 2005 Constantine – als rechercheur Weiss
- 2000 The Crew – als Escobar
- 2000 Gun Shy – als Fidel Vaillar
- 1997 Con Air – als DEA agent Willie Sims
- 1996 Ransom – als David Torres
- 1996 Striptease – als Chris Rojo
- 1995 Money Train – als Victor
- 1995 Smoke – als OTB man
- 1995 Blue in the Face – als Jerry
- 1993 Alive – als Fraga

### Televisieseries
Uitgezonderd eenmalige gastrollen.
- 2024 Griselda - als Amilcar - 4 afl.
- 2023 Physical - als Carlos - 6 afl.
- 2022 Chicago P.D. - als Javier Escano - 4 afl.
- 2021 Narcos: Mexico - als Rebollo - 6 afl.
- 2020 - 2021 The Expanse - als Bull - 10 afl.
- 2016 - 2019 Madam Secretary - als senator Carlos Morejon - 17 afl.
- 2018 American Crime Story - als rechercheur Navarro - 3 afl.
- 2017 Snowfall - als Ramiro - 7 afl.
- 2016 - 2017 Shooter - als Simon Porter - 2 afl.
- 2016 Agents of S.H.I.E.L.D. - als Eli Morrow - 5 afl.
- 2016 Better Things - als Henry - 2 afl.
- 2014 Taxi Brooklyn - als rechercheur Eddie Esposito - 12 afl.
- 2012 Desperate Housewives - als rechercheur Heredia - 3 a fl.
- 2011 The Event – als Carlos Geller – 8 afl.
- 2011 Off the Map – als Julio – 2 afl.
- 2009 – 2010 Ghost Whisperer - als officier Luis Simon – 2 afl.
- 2004 – 2010 CSI: Crime Scene Investigation – als rechercheur Chris Cavaliere – 12 afl.
- 2008 CSI: Miami – als Juan Ortega – 2 afl.
- 2007 Saving Grace – als Ronnie – 2 afl.
- 2006 – 2007 The O.C. – als Jason Spitz – 3 afl.
- 2006 Prison Break – als coyote – 2 afl.
- 2005 Bones – als Mickey Santana – 2 afl.
- 2005 The Shield – als Gino – 3 afl.
- 2004 ER – als Eduardo Lopez – 2 afl.
- 2004 Century City – als officier van justitie Randall Purgaman – 2 afl.
- 2001 – 2004 Law & Order: Special Victims Unit – als forensische onderzoeker – 3 afl.
- 2001 – 2002 That's Life – als |Ray Orozco – 9 afl.
- 1998 Sins of the City – als Freddie Corillo – 3 afl.
- 1997 – 1998 Nothing Sacred – als J.A. Ortiz – 20 afl.
- 1996 – 1997 Mad About You – als Arturo – 2 afl.
- 1994 – 1996 New York Undercover – als Jimmy Torres – 5 afl.
- 1995 The Cosby Mysteries – als Espinoza – 3 afl.

- Gemeinsame Normdatei: 1061843114
- International Standard Name Identifier: 0000 0000 4168 2029
- Library of Congress Control Number: no2001042931
- Système universitaire de documentation: 279207654
- Virtual International Authority File: 311661973
- WorldCat: E39PBJr833ChxBwDFHx4d6Wv73